# جسرت نبتي
جسرت نبتي أو جسرت عنخ نبتي ، ربما كان اسم ملكة مصرية قديمة. و بما أن هذا الاسم يظهر في النقوش دون ألقاب مرتبطة بالملكات ، يتجادل علماء المصريات حول المعنى الحقيقي لهذا الاسم.
يظهر اسم جسرت نبتي أو جسرت عنخ نبتي على قطعة عاجية صغيرة ، وجدت في الدهاليز تحت هرم الملك سخم خت من الأسرة الثالثة في سقارة. هو مكتوب مع علامة السيدتين (واجيت ونخبت)، ولكن ليس معه أي من الألقاب الشخصية التي يمكن أن تحدد ما إذا كان هذا الشخص عضوا في العائلة الملكية المصرية أو حتى تقول إن كان هذا النقش اسماً من الأساس. و قد قرأ علماء مصريات مثل توبي ويلكنسون و زكريا غنيم النقش على أنه جسرتي و وحدوه باسم الملك جسر تيتي من قائمة الملوك بأبيدوس.
فولفغانغ هيلك و بيتر كابلوني و جان بيير باتزنيك قرأوه بدلا من ذلك جسرت عنخ نبتي ("النبيلة التي تعيش من أجل السيدتين") و رأوا فيه اسم زوجة الملك سخم خت. و هم يشيرون بذلك إلى العديد من الأختام الطينية التي عثر عليها في الفينتين، و التي تظهر اسم حورس للملك سخم خت بالتناوب مع الاسم النبتي حتب رن ، و يفترض أنه يمكن أن يكون هذا هو اسم الميلاد الأصلي للملك سخم خت.